# Tóth Bálint (költő)
Tóth Bálint (Keszthely, 1929. december 17. – Budapest, 2017. március 29.) József Attila-díjas költő, író, műfordító. A Magyar Művészeti Akadémia Irodalmi Tagozatának tagja (2000).

## Életpályája
Tóth Bálint 1929. december 17-én született Keszthelyen Tóth Zoltán és Bakonyi Margit házasságából. Pannonhalmán érettségizett. 1948-1949 között a budapesti egyetem hallgatója volt az Orvostudományi Karon, 1949-től 1951-ig a Bölcsészettudományi Kar magyar-történelem szakán folytatott tanulmányokat.
1951–1955 között államellenes szervezkedés vádjával szabadságvesztését töltötte (a Váci Fegyház és Börtönben tagja volt a füveskerti költők csoportosulásának) 1955-ben amnesztiával szabadult. 1956 novemberében a Politikai Foglyok Forradalmi Bizottságának elnökségi tagja volt. 1957 júniusa és decembere között kémkedés gyanújával letartóztatták, vádemelés nélkül szabadult. 1955–1957 között a csepeli acélmű finom hengerművében, majd Martin-üzemében dolgozott. 1957–1962 között az építőiparban kocsikísérő, majd könyvraktári munkás és utcai könyvárus volt. 1962-től 1970-ig az Országos Széchényi Könyvtárban dolgozott könyvtárosi munkakörben. 1970 óta szabadfoglalkozású író.
Első versei és műfordításai 1957-ben jelentek meg Bécsben, majd 1959 óta Magyarországon. Héber, latin, grúz, olasz, angol, német és svéd költők verseit ültette át magyar nyelvre, közben kibontakozott az ő sajátos lírai költészete, mely a dunántúli tájköltészet, s legnagyobb költőink, köztük Ady Endre, Kosztolányi Dezső, Szabó Lőrinc hagyományaiból és saját életélményeiből táplálkozik. 2000 óta a Magyar Művészeti Akadémia tagja.
Ő vehette át elsőként a magyar alapítású nemzetközi irodalmi díjat, a Balassi Bálint-emlékkardot 1997-ben Budapesten.

## Művei

### Versei
- Nehéz örökség; Magvető, Budapest, 1969
- Hetedik évad; Magvető, Budapest, 1975
- Túl a veszett kert fáin; Magvető, Budapest, 1980
- Nyiss kaput angyal; Magvető, Budapest, 1988
- Krisztinavárosi körmenet. Válogatott és új versek 1946-1991; Orpheusz, Budapest, 1991
- Magyar Litánia (vers, 2011)[4]

### Novellái
- A senki földjén; Felsőmagyarország, Miskolc, 1998

### Gyermekkönyvei
- A ház törpéi (leporelló); ill. Kondor Lajos; Móra, Budapest, 1989
- Varázsduda; ill. Gyulai Líviusz; Littera Nova, Budapest, 2000

## Díjai
- József Attila-díj (1984)
- Déry Tibor-díj (1987)
- clevelandi József Attila-díj (1990)
- A Giorgio La Pira költészeti és prózaírói pályázat díja (1992)
- Literatúra-díj (1994)
- Balassi Bálint-emlékkard (1997)
- Salvatore Quasimodo-díj (1997)
- Nagy Imre-emlékplakett (1997)
- Pro Literatura-díj (1999)
- A Magyar Művészetért Alapítvány díja (1999)
- A Magyar Köztársasági Érdemrend lovagkeresztje (2009)